# Jeff Pope

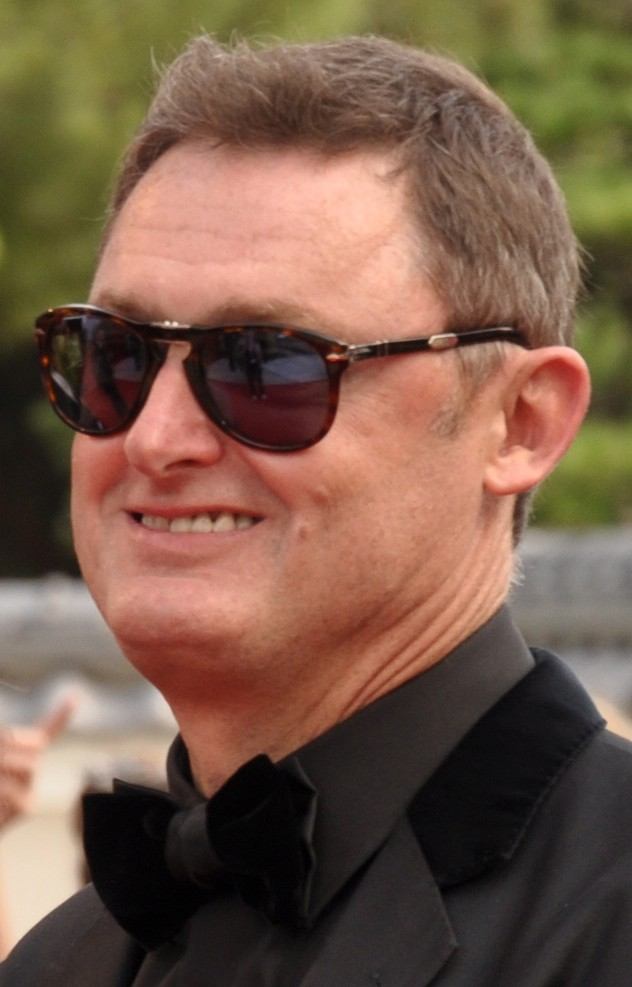
Jeff Pope (2015)

Jeff Pope (* 20. Jahrhundert) ist ein britischer Fernsehproduzent und Drehbuchautor. Er war Co-Autor der Spielfilme Pierrepoint (2005), The Fattest Man in Britain (2009) und See No Evil: The Moors Murders (2006) sowie des Oscar-nominierten Werks Philomena (2013). Er ist außerdem Leiter der Sparte Drama in der Spielfilmabteilung von Independent Television.

## Leben
Jeff Pope begann 1980 als Journalist bei der Ealing Gazette. Nach drei Jahren dort wechselte er zur Six O'Clock Show auf London Weekend Television, einem Regionalmagazin. Von dort wechselte er zu Crime Monthly, einem 15-Minuten-Programm über reale Verbrechen. Ende der 1980er wechselte er in die Sparte Drama beim britischen Sender ITV. Seine erste Produktion war Fool’s Gold: The Story of the Brink's-Mat Robbery (1992). Er spezialisierte sich auf reale Begebenheiten und hegt eine Vorliebe für den britischen Gangster-Stil. Neben seinem Job als Drehbuchautor produzierte er auch zahlreiche Werke.
Seine größte Herausforderung war das Biopic Mo über die britische Politikerin Mo Mowlam. Der Film wurde vom Sender abgelehnt und drohte aus Geldmangel zu scheitern, bis Channel 4 einsprang. Für See No Evil: The Moors Murders  bekam Pope, zusammen mit seinen Coproduzenten, den British Academy Film Award. Dies wiederholte sich 2014 mit Philomena. Für diesen Film war er zusätzlich noch als Drehbuchautor für das beste adaptierte Drehbuch zusammen mit Coautor Steve Coogan nominiert.

## Auszeichnungen
- 2007: British Academy Film Award für See No Evil: The Moors Murders (zusammen mit Lisa Gilchrist, Andy Harries und Paul Munn)
- 2013: Goldener Löwe für das beste adaptierte Drehbuch: Philomena (zusammen mit Steve Coogan)
- 2014: British Academy Film Award für das beste adaptierte Drehbuch: Philomena (zusammen mit Steve Coogan)

### Nominierungen
- 2002: British Academy Film Award für My Beautiful Son
- 2005: British Academy Film Award für Dirty Filthy Love
- 2010: British Academy Film Award für Mo
- 2012: British Academy Film Award für Die Vetraute des Mörders (Appropriate Adult)
- 2013: British Academy Film Award für Mrs. Biggs
- 2013: British Independent Film Award für Philomena
- 2013: Chicago Film Critics Association Award für Philomena
- 2014: Oscar, Golden Globe Award und Critics’ Choice Movie Awards 2014 für Philomena

## Filmografie (Auswahl)

### Drehbuchautor und Produzent
- 1992: Fool’s Gold: The Story of the Brink's-Mat Robbery (Fernsehfilm)
- 1993: The Magician
- 1997: Expedition in die Geisterschlucht (The Place of the Dead)
- 2000: Gangsters – The Essex Boys (Essex Boys)
- 2004: Dirty Filthy Love
- 2005: The Last Hangman
- 2005: Pierrepoint
- 2006: See No Evil: The Moors Murders (Zweiteiler)
- 2007: City Lights (Fernsehserie)
- 2009: The Fattest Man in Britain
- 2012: Mrs. Biggs (Fernsehserie)
- 2013: Philomena
- 2014: Cilla (Fernsehserie)
- 2018: Stan & Ollie
- 2023: Archie – Die Cary Grant Story (Miniserie)

### Nur Produzent
- 1994: Unter Beschuß (Open Fire)
- 1996: Todeskommando Irak (Zje One That Got Away)
- 1996: Expert Witness (Fernsehserie)
- 1997: The Bob Mills Show
- 2003: Vor ihren Augen (Danielle Cable: Eyewitness)
- 2004: Mauer des Schweigens (Wall of Silence)
- 2011: Die Vertraute des Mörders (Appropriate Adult)
- 2022: The Lost King

### Nur Drehbuchautor
- 2024: Der Pinguin meines Lebens (The Penguin Lessons)